# Калимахос, Ламброс
Ламброс Деметриос Калимахос (англ. Lambros Demetrios Callimahos, 1910—1977) — американский криптограф.

## Биография
Родился в Александрии (Египет) в греческой семье, семья эмигрировала в США, когда ему было четыре года. Отец Ламброса был журналистом. В возрасте девятнадцати лет поступил в Джульярдскую школу искусств и окончил её в 1933, после чего продолжил учебу в Европе, где проявил себя в качестве одарённого музыканта.
У него был двухлетний концертный тур по Европе, также получил должность профессора Моцартеума в Зальцбурге.
В апреле 1937 состоялся первый концерт Калимахоса в США, в The Town Hall в Нью-Йорке, после чего он продолжал гастролировать, как в Европе, так и в США. В 1941 поступил на службу в американскую армию, где проявил интерес к криптологии. Прошёл курс подготовки в учебном центре в Форт-Монмаут, штат Нью-Джерси, где изучал итальянский язык и криптоанализ, а впоследствии изучил также японский язык и служил офицером подразделения радиоэлектронной разведки в Нью-Дели.
После Второй мировой войны Калимахос был назначен в Агентство безопасности армии в качестве ассистента У. Фридмана. Когда на базе Агентства безопасности армии было сформировано Агентство национальной безопасности, вместе с Фридманом перешёл в него служить. В 1950 году Калимахос разработал учебный курс по криптографии CA-400, выпускники которого стали членами общества Данди. Развивая работы Фридмана, написал труд Военный криптоанализ.
В 1955 году Калимахос создал NSA Technical Journal и работал в качестве его технического консультанта до конца своей карьеры. 24 августа 1976 награждён медалью АНБ за выдающиеся заслуги для гражданских лиц (NSA Exceptional Civilian Service Medal).
Ушёл на пенсию из АНБ на пенсию в 1976 по состоянию здоровья, умер в 1977. В 2003 году его имя было рассекречено и увековечено в Зале славы АНБ.

## Интересные факты
Калимахос верил в существование внеземных цивилизаций и призывал готовиться к тому, что они могут выйти на связь с землянами. В 1966 опубликовал в NSA Technical Journal статью «Communication with Extraterrestrial Intelligence» («Связь с внеземным разумом»), которая впоследствии легла в основу программы поиска внеземных цивилизаций SETI.